# Novyï Bouh
Novyï Bouh (en ukrainien : Новий Буг) ou Novy Boug (en russe : Новый Буг) est une ville de l'oblast de Mykolaïv, en Ukraine. Sa population s'élevait à 15 531 habitants en 2013.

## Géographie

### Situation
Novyï Bouh est située à 90 km au nord-est de Mykolaïv.

### Transports
Novyï Bouh se trouve à 110 km de Mykolaïv par le chemin de fer ; la gare de Novyï Bouh est située à un kilomètre à l'extérieur de la ville, au sud-est. Par la route, Novyï Bouh est à 100 km de Mykolaïv, à 34 km au nord de Bachtanka, et à 28 km au sud-ouest de Kazanka.

## Histoire

### Origine
La ville est d'abord connue sous le nom de Semenivka (1810), puis de Novopavlivka (1832) et enfin de Novyï Bouh (1860).

### XXIesiècle
Jusqu'au 18 juillet 2020, c'était le centre de Raïon de Novyï Bouh (en), qui, après la réforme administrative de l'Ukraine, est entré dans la composition du raïon de Bachtanka.

## Population
Recensements (*) ou estimations de la population :
| 1939   | 1959*  | 1970*  | 1979*  |
| ------ | ------ | ------ | ------ |
| 15 100 | 15 354 | 14 894 | 16 109 |

| 1989*  | 2001*  | 2010   | 2011   |
| ------ | ------ | ------ | ------ |
| 17 553 | 16 250 | 15 807 | 15 686 |

| 2012   | 2013   | - | - |
| ------ | ------ | - | - |
| 15 573 | 15 531 | - | - |

### Personnalités liées
- Yevdokiya Zavaliy, colonelle des troupes de marine y est née.